# Alchemilla amblyodes
Alchemilla amblyodes é uma espécie de rosácea do gênero Alchemilla, pertencente à família Rosaceae.